# Lyle Mays
Lyle David Mays (ur. 27 listopada 1953 w Wausaukee, zm. 10 lutego 2020 w Simi Valley) – amerykański pianista i kompozytor jazzowy, głównie znany ze współpracy z Patem Methenym.

## Wybrana dyskografia solowa
- As Falls Wichita, So Falls Wichita Falls (1981, wspólnie z Patem Methenym)
- Lyle Mays (1986)
- Street Dreams (1988)
- Fictionary (1993)
- The Debussy Trio - In the Shadow of a Miracle (1996)
- Solo (2000)